# Wheatacre
Wheatacre är en civil parish i Storbritannien.   Den ligger i grevskapet Norfolk och riksdelen England, i den sydöstra delen av landet, 160 km nordost om huvudstaden London. Antalet invånare är 118. Arean är 4,4 kvadratkilometer.
Terrängen i Wheatacre är mycket platt.